# Hangasjärvi (sjö i Finland, Norra Österbotten)
Hangasjärvi är en sjö i Finland. Den ligger i kommunen Kuusamo i landskapet Norra Österbotten, i den nordöstra delen av landet, 700 km norr om huvudstaden Helsingfors. Hangasjärvi ligger 261,9 meter över havet. Den är 10,45 meter djup. Arean är 75,4 hektar och strandlinjen är 6,34 kilometer lång. Sjön  ingår i Kems huvudavrinningsområde. 